# Söderhamn (comune)
Söderhamn è un comune svedese di 25 672 abitanti, situato nella contea di Gävleborg. Il suo capoluogo è la cittadina omonima.

## Località
Nel territorio comunale sono comprese le seguenti aree urbane (tätort):
- Bergvik
- Ljusne
- Marmaskogen
- Marmaverken
- Mohed
- Sandarne
- Skog
- Söderala
- Söderhamn
- Vallvik
- Vannsätter

## Amministrazione

### Gemellaggi
- Kunda
- Jakobstad
- Os
- Szczecinek